# 迪靈 (喬治亞州)
迪靈（英語：Dearing）是一個位於美國喬治亞州麥克達菲縣的城鎮。

## 地理
迪靈的座標為33°24′28″N 82°23′05″W / 33.40778°N 82.38472°W，而該地的平均海拔高度為143米（即469英尺）。

## 人口
根據2010年美國人口普查的數據，迪靈的面積為2.20平方千米，當中陸地面積為2.20平方千米，而水域面積為0.00平方千米。當地共有人口549人，而人口密度為每平方千米250人。